# Mirocetus
Mirocetus — рід архаїчних одонтоцетів з пізнього олігоцену (чатту) Азербайджану. Як і багато інших примітивних зубатих китів, його класифікація була плинною з моменту її опису.

## Класифікація
Mirocetus riabinini заснований на черепі з пізньоолігоценових (чатських) відкладів в Азербайджані. Хоча в оригінальному описі спочатку він був віднесений до Patriocetidae, пізніше Мчедлідзе (1976) відніс його до родини Aetiocetidae. Фордайс (1981, 2002) розглядав Mirocetus як Odontoceti incertae sedis, визнаючи його примітивність, а в статті Альберта Сандерса та Джонатана Гайслера 2015 року визнали, що рід достатньо відмінний від інших родин базальних зубатих китів, щоб гарантувати створення власної родини Mirocetidae. Однак кладистичний аналіз Olympicetus, проведений Велес-Жуарбе (2017), виявляє Mirocetus як члена Xenorophidae, що робить Mirocetidae синонімом Xenorophidae.